# Bianca 28
Bianca 28 (der oprindeligt hed Bianca 26) er en danskbygget båd, konstrueret af designerteamet Elvstrøm & Kjærulf i 1974 ved værftet Bianca Yachts. Båden blev konstrueret til at leve op til kravene for International Offshore Rule (IOR) 1/4 ton klasse. Båden er ikke kun beregnet til kapsejlads, men er også en familiebåd. Den er indtil 1981 bygget i 400 eksemplarer.

## Specifikationer
- Ydre mål
  - l.o.a. 8,40 m
  - l.i.v. 6,10 m
  - Bredde 2,60 m
  - Dybgang 1,60 m

- Dimensioner af sejl
  - Genua 3: 13,5 m²
  - Rig: Toprig
  - Storsejl: 13 m²
  - Krydsfok: 13,2 m²
  - Stormfok: 6 m²
  - Genua 23: m²
  - Genua II: 19 m²
  - Spiler: 48 m²

- Øvrig data
  - Motor: Yanmar 8 hk
  - Deplacement: 2.300 kg
  - Kølmateriale: Jern, indstøbt i glasfiber
  - Kølvægt: 950 kg
  - Køl%: 41%
  - Antal køjepladser: 5
  - Pantry: Ja

 Der er for få eller ingen kildehenvisninger i denne artikel, hvilket er et problem. Du kan hjælpe ved at angive troværdige kilder til de påstande, som fremføres i artiklen.